# Basílica da Santa Cruz em Jerusalém
Santa Croce in Gerusalemme ou Basílica da Santa Cruz em Jerusalém é uma basílica menor, uma igreja titular e uma das sete igrejas de peregrinação de Roma, Itália. Está localizada no rione Esquilino, no vértice do "tridente" formado pela viale Carlo Felice, via di Santa Croce in Gerusalemme e via Eleniana.
Segundo a tradição, a basílica foi consagrada por volta de 325 para abrigar as relíquias da Paixão de Cristo trazidas a Roma da Terra Santa pela imperatriz Santa Helena, mãe do imperador romano Constantino I. Na época, o pavimento da igreja foi coberto com terra trazida de Jerusalém, o que lhe valeu o nome de "in Hierusalem". Ela não está dedicada à Vera Cruz, que ficou em Jerusalém, mas é como se o edifício todo estivesse "em Jerusalém" no sentido de que seria um "pedaço" da cidade santa levado a Roma.
O cardeal-presbítero protetor do título de Santa Cruz de Jerusalém é Juan José Omella Omella, arcebispo de Barcelona.

## História
Antes da igreja, ficava no local o templo de Heliogábalo, identificado com o Sol Invicto da religião romana, o deus do imperador Heliogábalo. A basílica propriamente dita foi construída com base em uma sala do palácio imperial de Santa Helena, o Palácio Sessoriano que ela converteu em capela por volta de 320. Algumas décadas depois, a capela se converteu numa basílica verdadeira, chamada de "Heleniana" ou "Sessoriana". Depois de cair em desuso, foi reformada pelo papa Lúcio II (r. 1144–1145), quando adquiriu uma aparência românica, com uma nave, dois corredores, um campanário e um pórtico.
A basílica foi novamente reformada no século XVI e ganhou sua aparência atual, barroca, por ordem do papa Bento XIV (r. 1740–1758), que havia sido cardeal do título antes de ser eleito papa. Novas ruas foram abertas para ligar a basílica a duas outras basílicas maiores, San Giovanni in Laterano e Santa Maria Maggiore. A fachada foi projetada por Pietro Passalacqua e Domenico Gregorini e lembra o típico estilo barroco tardio das novas fachadas destas duas antigas basílicas.
Nesta basílica teria morrido, segundo a tradição, o papa Silvestre II.

## Interior

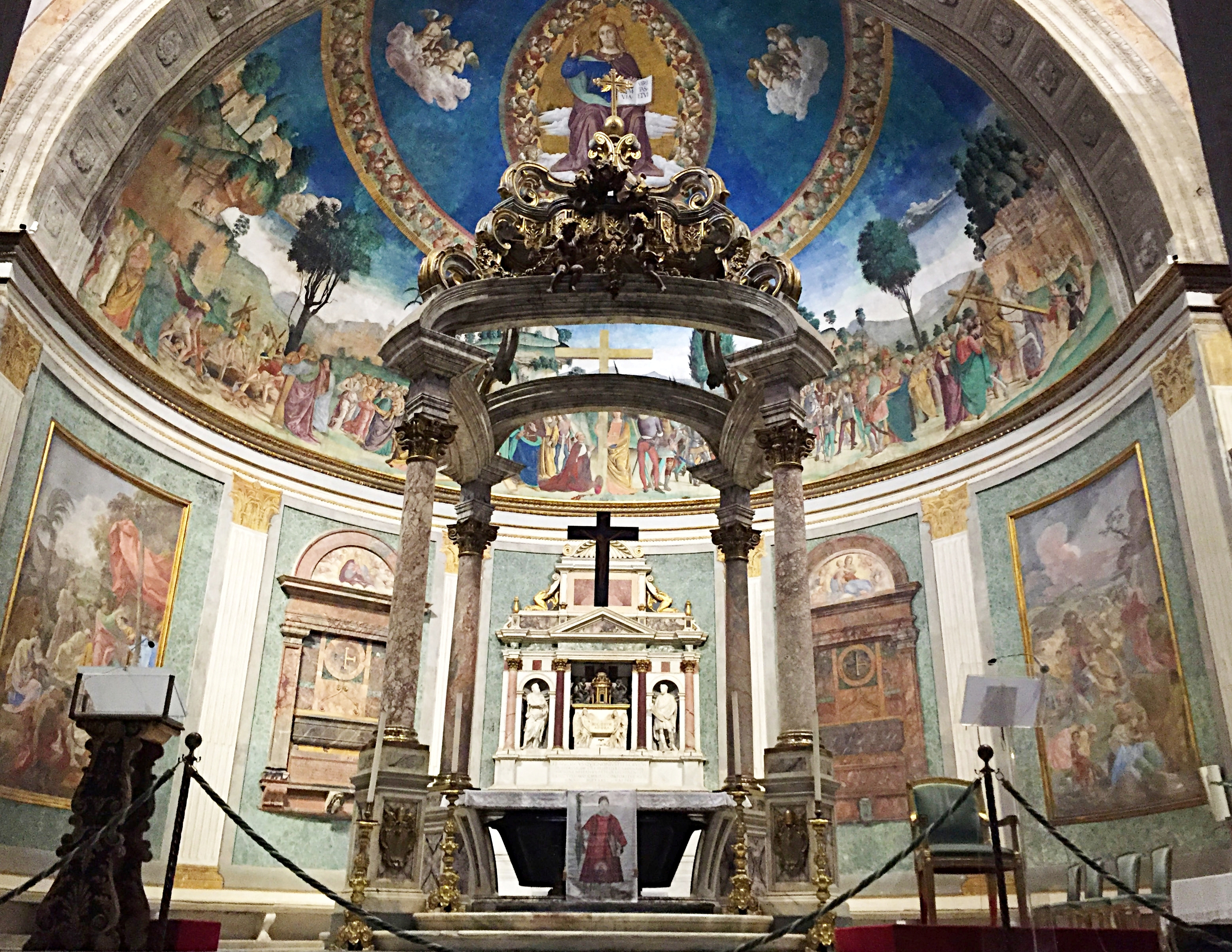
Interior Basílica

A abside está decorada por afrescos contando as "Lendas da Vera Cruz", atribuído a Melozzo, Antoniazzo Romano e Marco Palmezzano. No museu da basílica está um ícone do século XIV que, de acordo com a lenda, o papa Gregório I mandou fazer depois de ter tido uma visão de Cristo. Notável também é o túmulo do cardeal Francisco de los Ángeles Quiñones, de Jacopo Sansovino em 1536.
Peter Paul Rubens, que chegou em Roma em 1601 vindo de Mântua, recebeu a encomenda do arquiduque Alberto VII da Áustria de pintar uma peça-de-altar com três painéis para a Capela de Santa Helena. Dois destes, "Santa Helena com a Vera Cruz" e "Zombaria com Jesus", estão atualmente em Grasse, na França. O terceiro, o "Erguimento da Cruz", se perdeu. Antes de seu casamento, o arquiduque havia sido cardeal na basílica.

### Relíquias
Diversas famosas relíquias, todas de autenticidade disputada, estão abrigadas na "Cappella delle Reliquie", construída em 1930 pelo arquiteto Florestano Di Fausto, incluindo uma parte do "elogium", o painel que foi pregado acima da cabeça de Jesus na cruz, conhecido como "Titulus Crucis". Ele é geralmente ignorado pelos estudiosos ou é tratado como uma falsificação medieval). Estão ali também dois espinhos da Coroa de Espinhos, parte um dos pregos da Cruz e três pequenos pedaços da Vera Cruz – um pedaço muito muito maior foi levado dali por ordem do papa Urbano VIII, em 1629, para a nova Basílica de São Pedro, onde está abrigado perto da estátua colossal de Santa Helena que circunda o altar-mor, obra de Andrea Bolgi em 1639. Estão ali ainda um pedaço da Santa Esponja, uma das trinta moedas de prata entregues a Judas, o dedo de São Tomé que tocou na ferida de Jesus e a barra horizontal da cruz do Bom ladrão.

### Capela de Santa Helena
As relíquias ficavam antes na antiga "Capela de Santa Helena", que hoje é parcialmente subterrânea. Lá, a imperatriz espalhou terra retirada do Gólgota. Na abóbada estão mosaicos de Melozzo da Forlì (anteriores a 1485), "Jesus Abençoando", "Histórias da Cruz" e vários santos. No altar está uma enorme estátua de Santa Helena, anteriormente uma representação da deusa romana Juno descoberta em Ostia Antica e reaproveitada.

## Mosteiro de Santa Cruz em Jerusalém
Em maio de 2011, a abadia cisterciense anexa à basílica foi suprimida por um decreto da Congregação para os Institutos da Vida Consagrada e Sociedades da Vida Apostólica, depois de uma visita apostólica provocada por anos de sérios problemas, incluindo disputas litúrgicas. De acordo com um porta-voz do Vaticano, "um inquérito encontrou evidências de irregularidades litúrgicas e financeiras e também de estilos de vida incompatíveis com os de um monge". De acordo com Il Messaggero, Simone Fioraso, um abade descrito como um "espalhafatoso ex-designer de moda de Milão", "transformou a igreja, renovando seu decrépito interior e abrindo um hotel (Domus Sessoriana), realizando concertos musicais frequentes, uma maratona de leitura bíblica televisionada e regularmente atraindo visitantes famosos utilizando abordagens pouco usuais".

## Galeria

Imagens da igreja
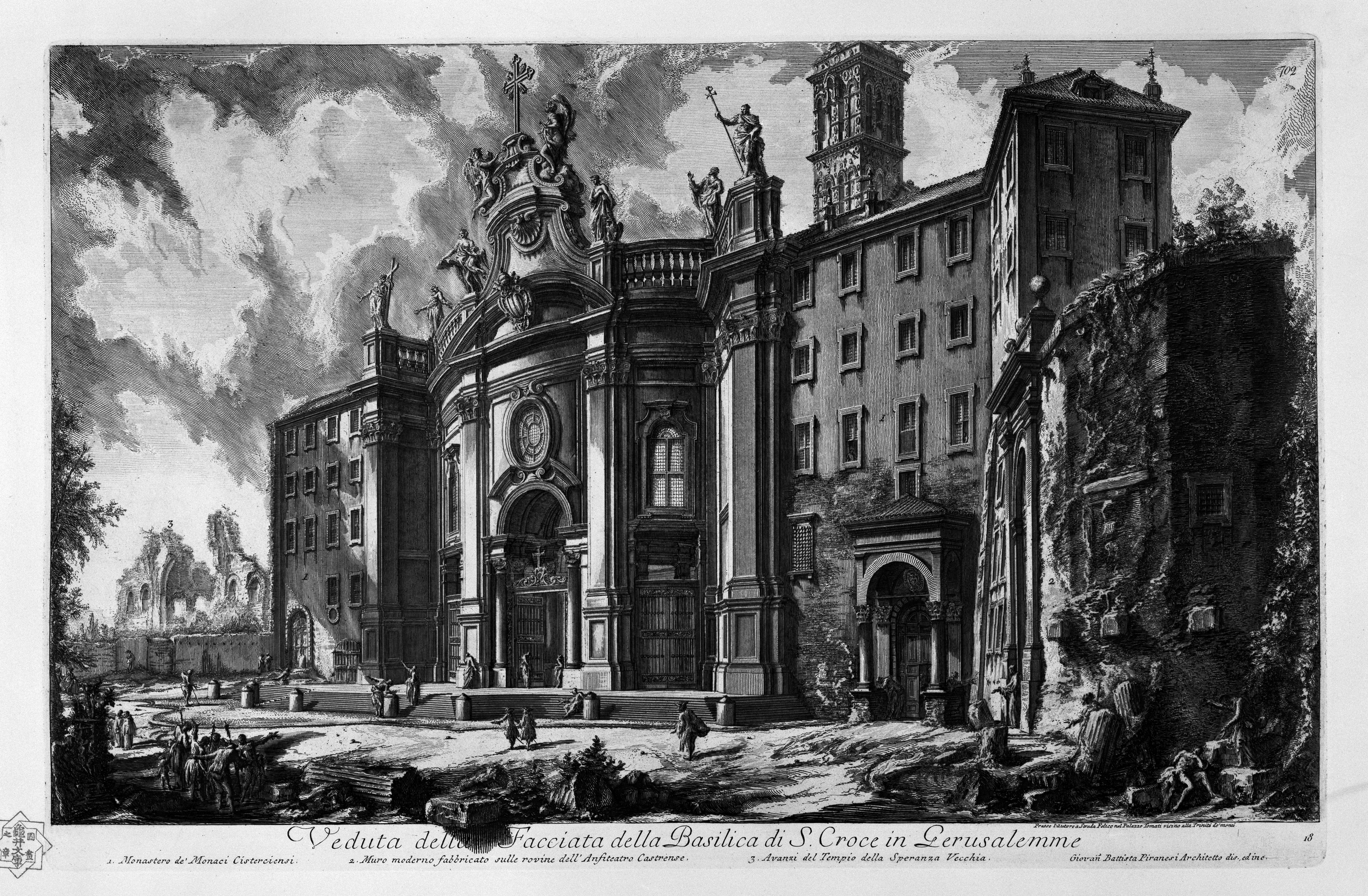
Gravura de Piranesi (século XVIII), incluindo o mosteiro cisterciense.
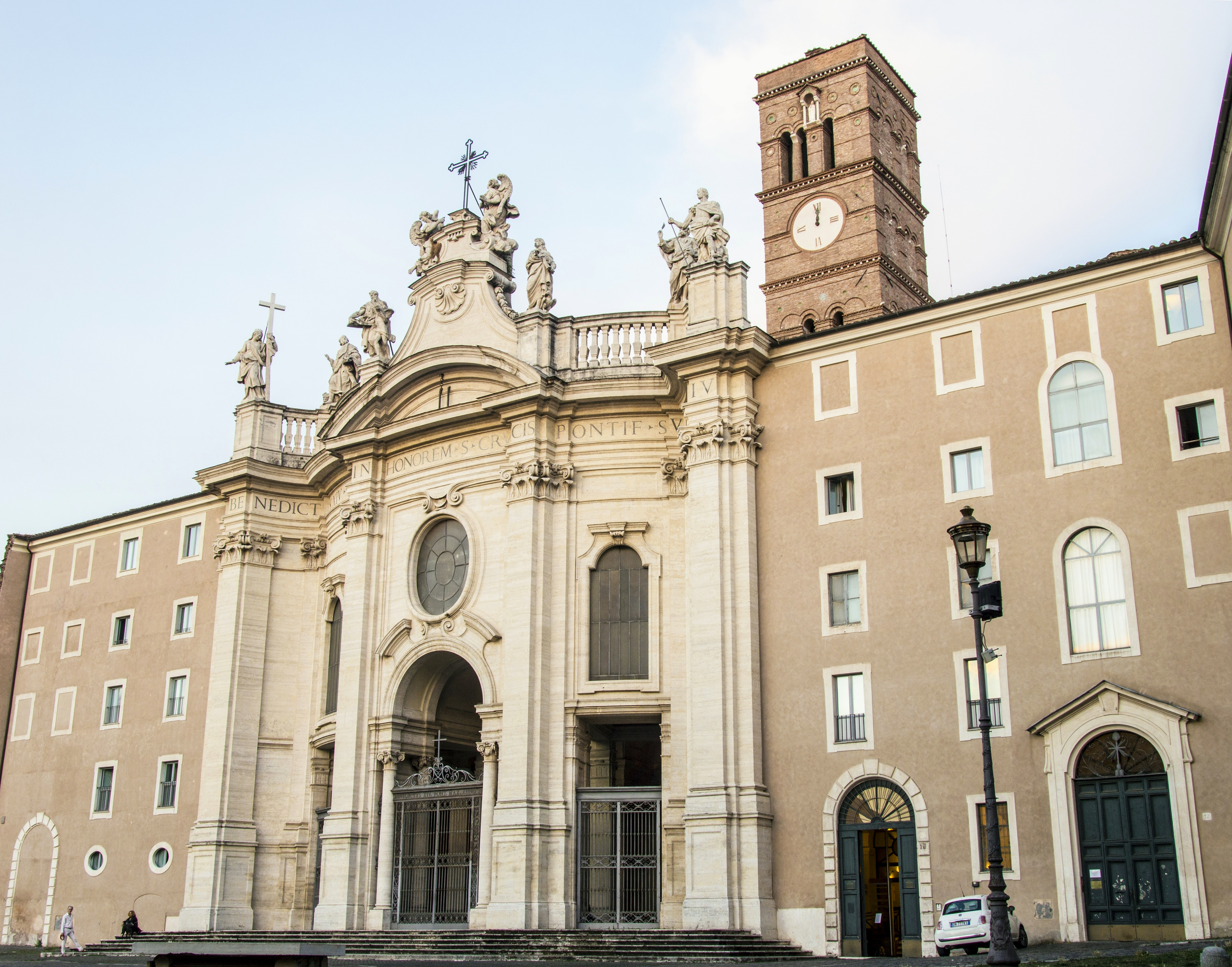
Vista da fachada e do mosteiro (atualmente um hotel). Ao fundo, o campanário.
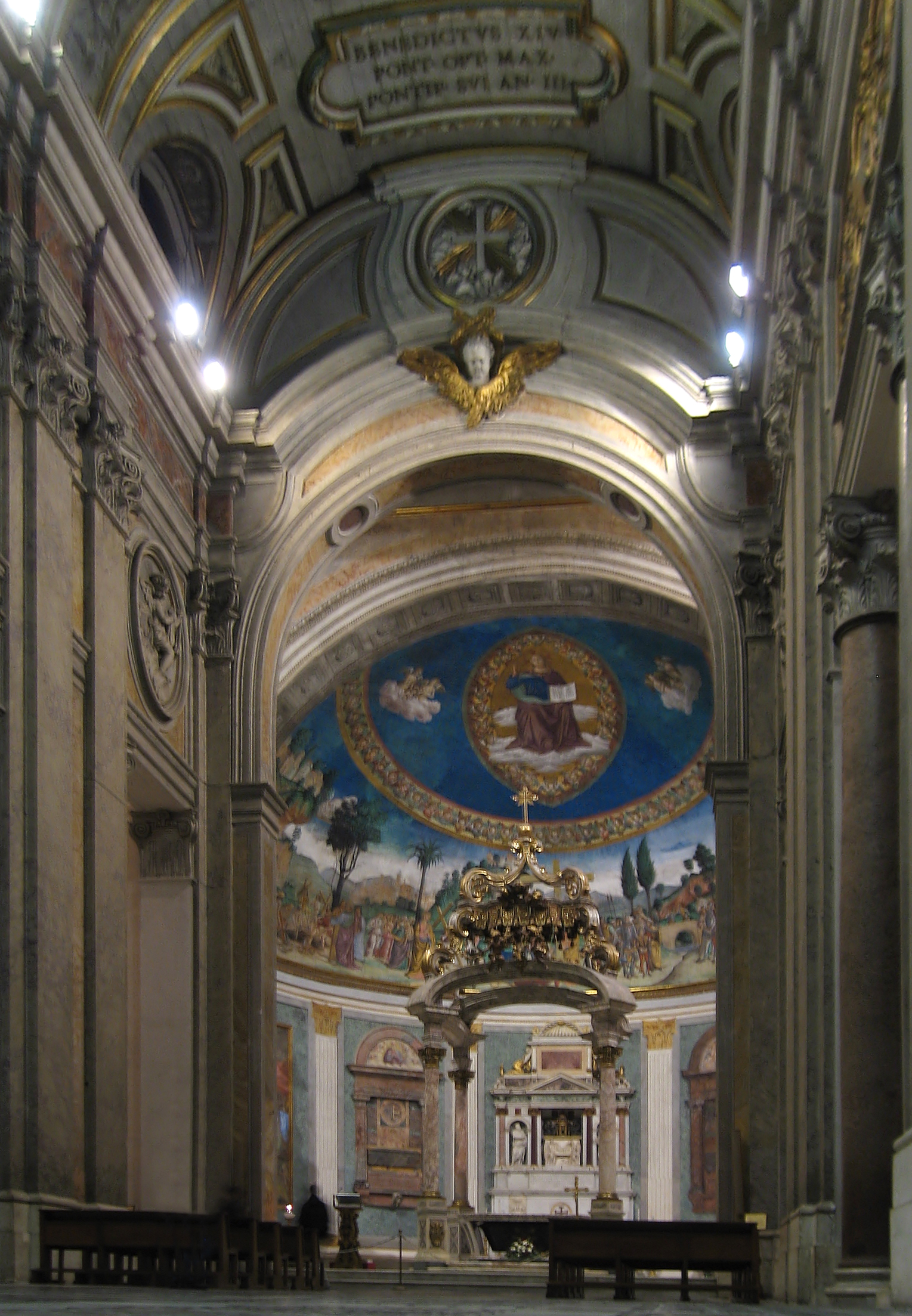
Vista do interior.
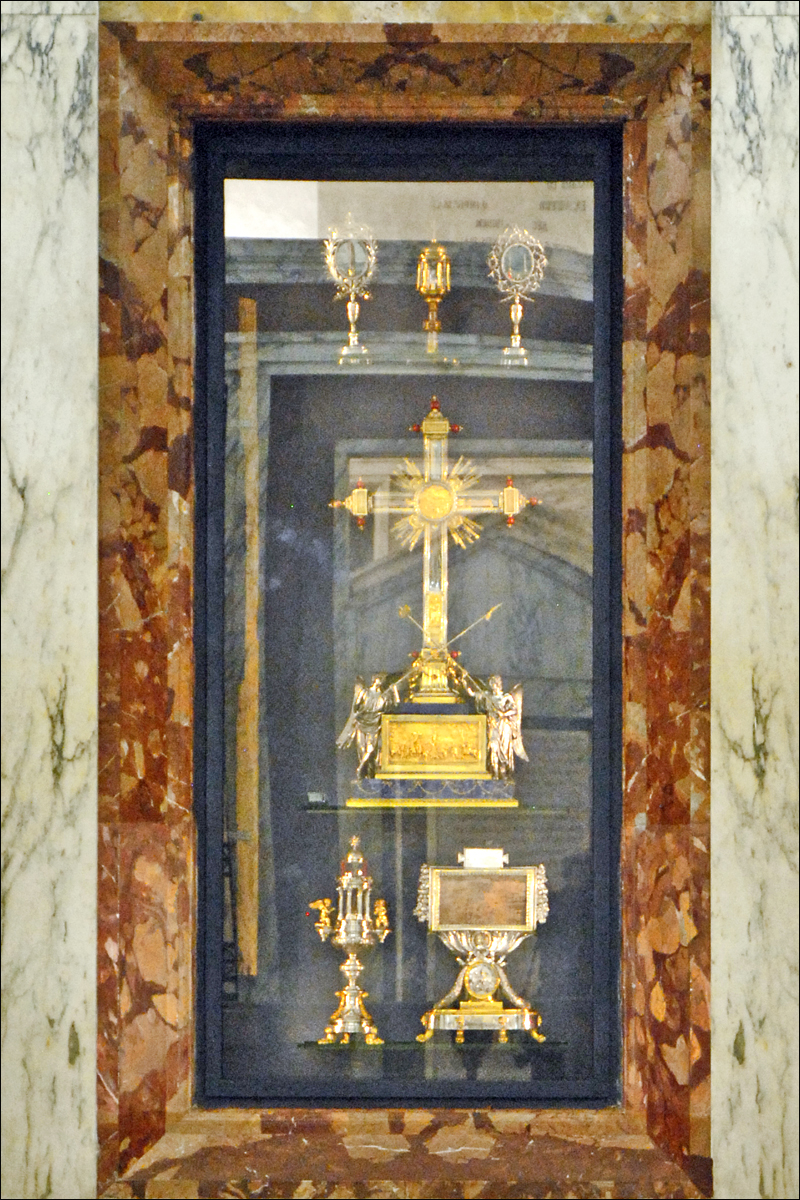
Capela das Relíquias.
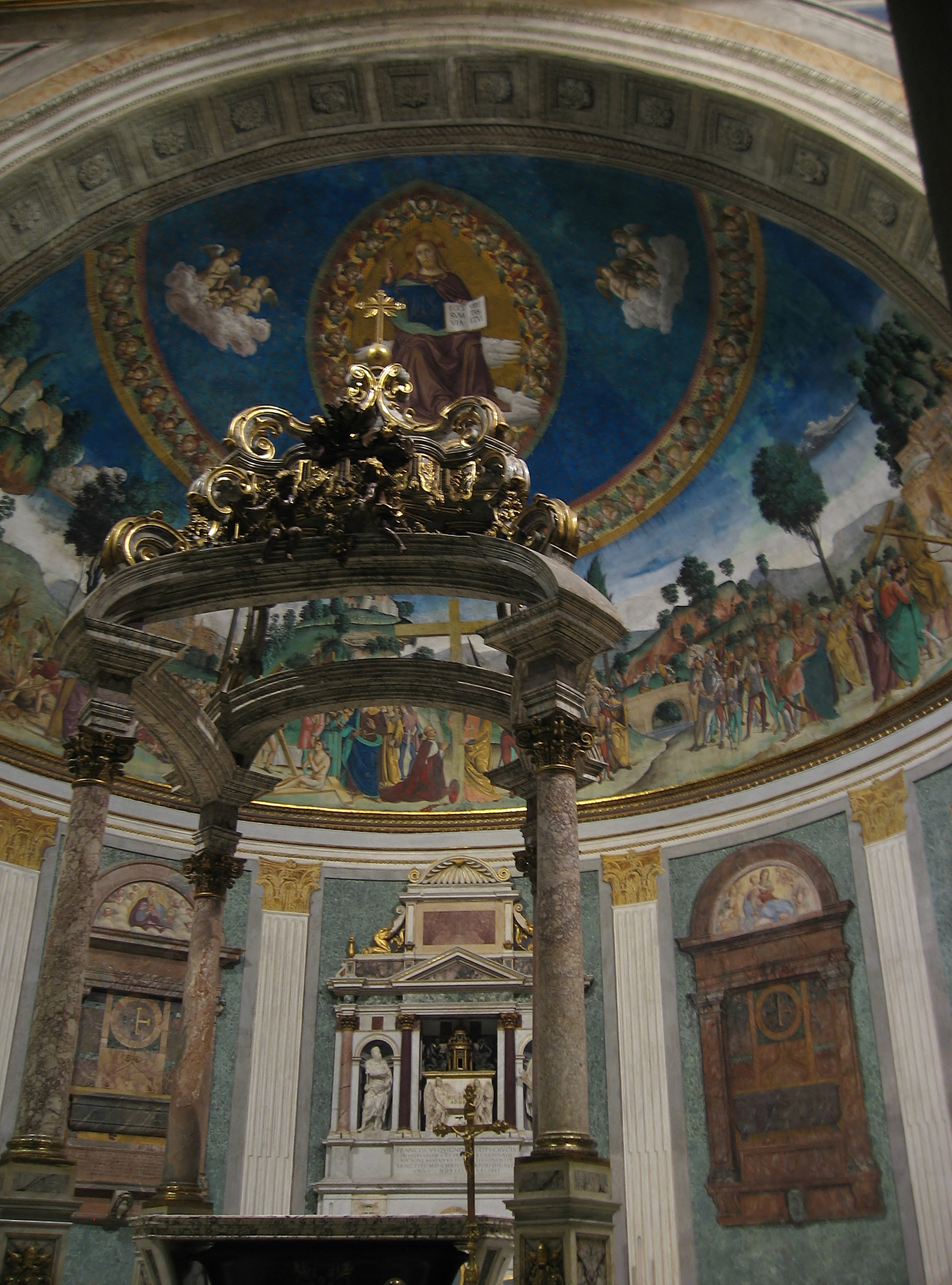
Afresco na semicúpula da abside e o baldaquino sobre o altar-mor.
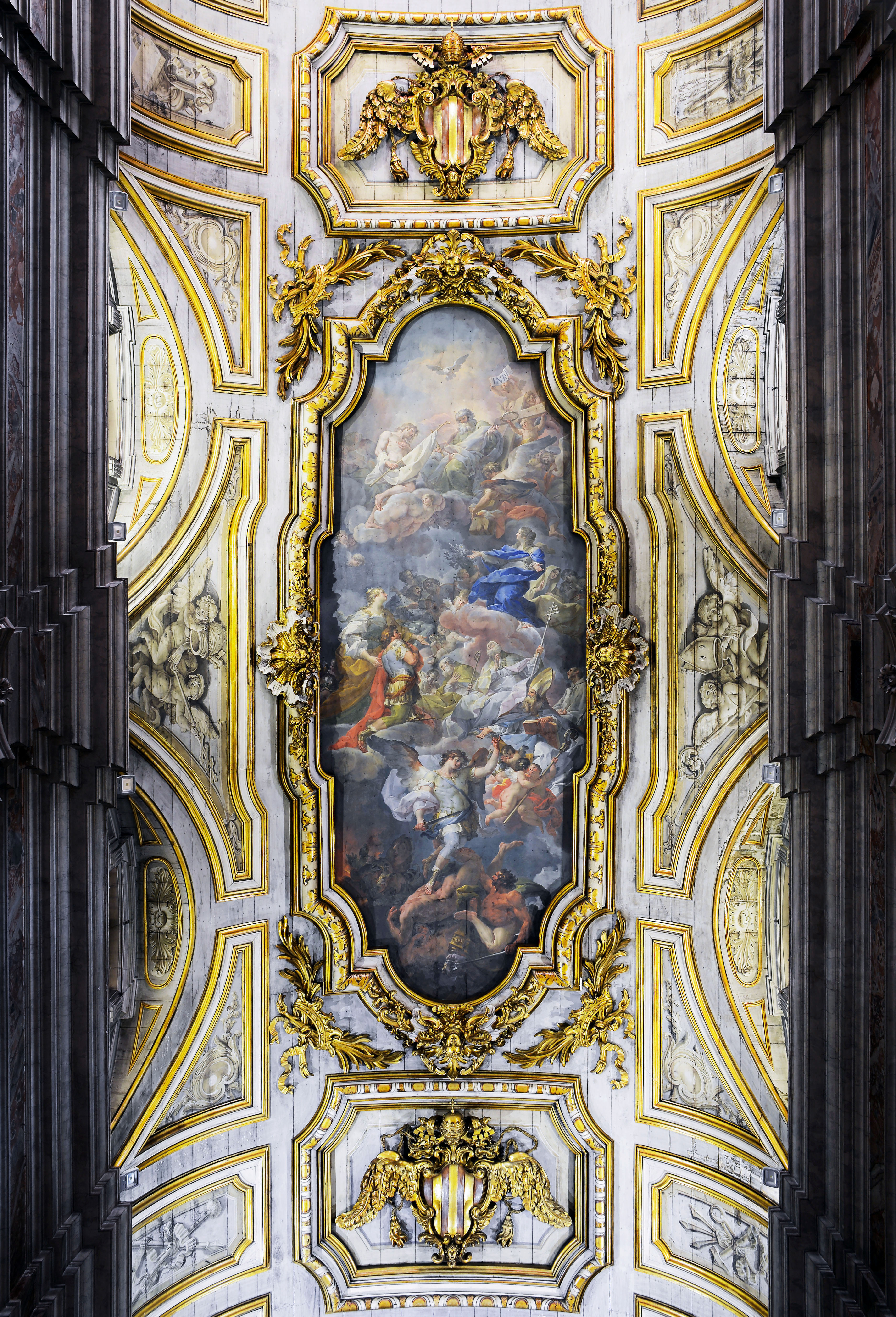
Afresco no teto.
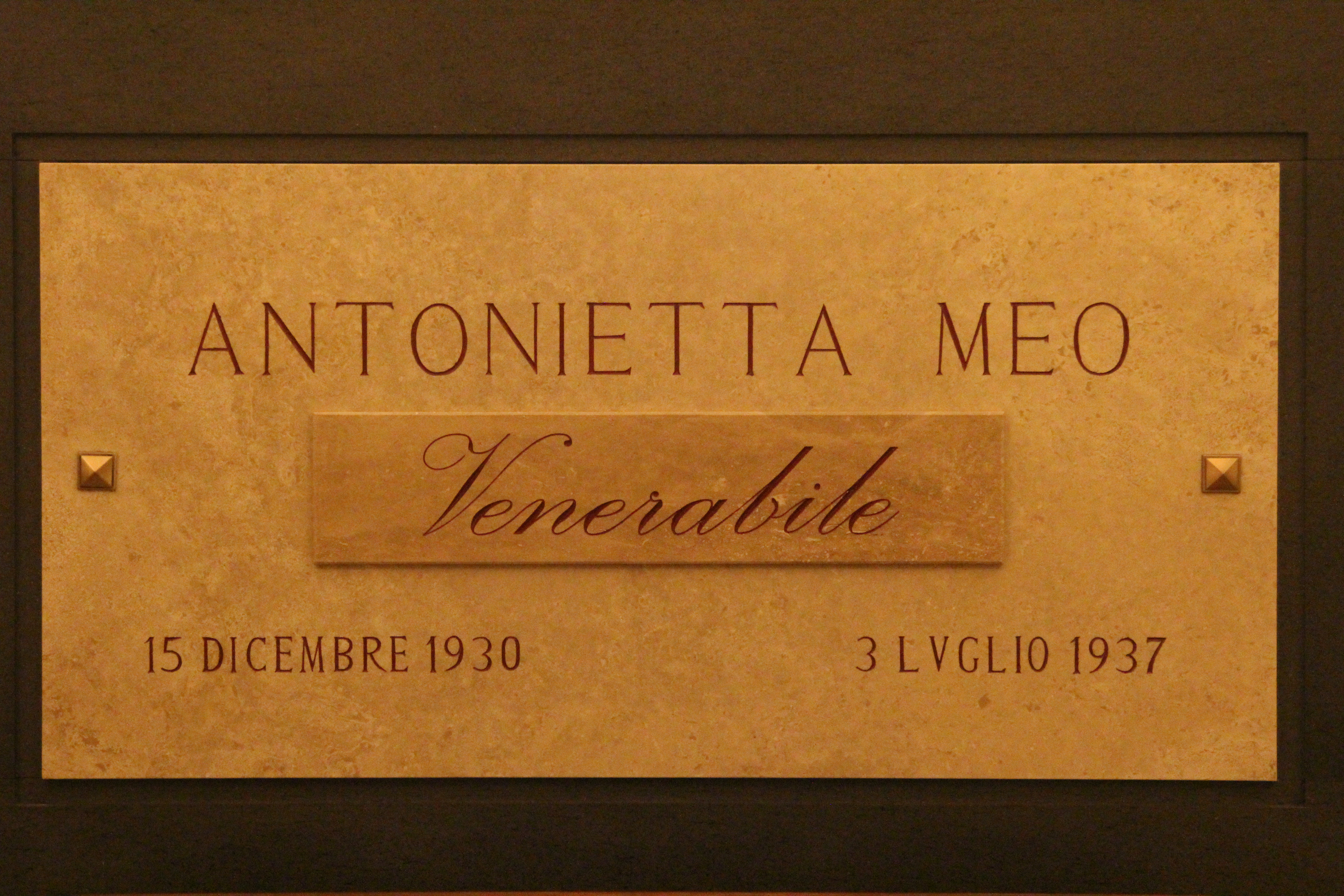
Túmulo da venerável Antonietta Meo no interior da basílica.